# Peggy Cohen-Kettenis
Peggy T. Cohen-Kettenis (1948) è una psicologa olandese che lavora presso il VU Medisch Centrum di Amsterdam. È conosciuta come una pioniera nel campo della disforia di genere e delle cure per persone trans, con un'attenzione particolare ai giovani..

## Biografia
Cohen-Kettenis ha frequentato lo Stedelijk Gymnasium di Utrecht e il Johan de Witt Gymnasium di Dordrecht conseguendo nel 1973 un dottorato presso l'Università di Utrecht.
Nel 1987, Cohen-Kettenis ha avviato la prima clinica ambulatoriale in Europa per bambini e adolescenti con problemi di genere e condizioni intersessuali. È stata professoressa di sviluppo di genere e psicopatologia presso il Dipartimento di Psichiatria dell'Infanzia e dell'Adolescenza dell'University Medical Center di Utrecht.
Cohen-Kettenis è stata tra i primi ricercatori a studiare e sostenere l'uso di bloccanti della pubertà per gli adolescenti transgender. Il suo lavoro ha avuto un ruolo fondamentale nello sviluppo dei protocolli per le cure di affermazione del genere a livello internazionale. Ha collaborato con organizzazioni come la World Professional Association for Transgender Health (WPATH) e ha contribuito alla stesura degli Standards of Care.
Ha pubblicato numerosi articoli accademici sull'identità di genere, lo sviluppo sessuale e le cure psicologiche per le persone transgender, ha partecipato a vari dibattiti ed è riconosciuta a livello mondiale come esperta in questo settore. Cohen-Kettenis ha scritto numerosi articoli scientifici e libri ampiamente citati nella letteratura medica e psicologica.

## Opere
- Peggy T. Cohen-Kettenis e Friedemann Pfäfflin, Transgenderism and Intersexuality in Childhood and Adolescence: Making Choices, SAGE, 14 febbraio 2003, ISBN 978-0-7619-1711-3

## Premi e riconoscimenti
- 2023 - Premio Leader Research.com Psicologia nei Paesi Bassi.[3]
- 2024 - Premio Leader Research.com Psicologia nei Paesi Bassi.[3]